# Euchromia leonis
Euchromia leonis är en fjärilsart som beskrevs av Butler 1876. Euchromia leonis ingår i släktet Euchromia och familjen björnspinnare. Inga underarter finns listade i Catalogue of Life.